# بيتر برينان
بيتر برينان هو سياسي كندي، ولد في 1786، وتوفي في 13 أغسطس 1887.